# Christoph Gerber
Pour les articles homonymes, voir Gerber.
Christoph Gerber est professeur titulaire au Département de physique de l'Université de Bâle, en Suisse. Il est né à Bâle, en Suisse, le 15 mai 1942.

## Biographie
Christoph Gerber est le co-inventeur du microscope à force atomique. il est parmi les 250 physiciens vivants les plus cités au monde en 2000 .
Christoph Gerber est professeur titulaire au Département de physique de l'Université de Bâle, en Suisse. Il est membre fondateur et directeur de la communication scientifique du NCCR (National Center of Competence in Research Nanoscale Science). Il est auparavant chercheur en nanoscience au laboratoire de recherche IBM à Rüschlikon en Suisse et chef de projet dans divers programmes du Fonds national suisse de la recherche scientifique.
Au cours des 40 dernières années, ses recherches se concentrent sur la science à l'échelle nanométrique. Il est un pionnier de la microscopie à sonde à balayage, qui apporte une contribution majeure à l'invention du microscope à effet tunnel, du microscope à force atomique (AFM)  et des techniques AFM sous vide poussé et à basse température .
Il est l'auteur et co-auteur de plus de 175 articles scientifiques parus dans des revues à comité de lecture et est cité environ 58 000 fois dans des domaines interdisciplinaires. Il fait partie de la centaine de chercheurs en sciences physiques les plus cités au monde [réf. nécessaire]. Il donne de nombreuses conférences plénières et est invité à des conférences internationales.
Son travail est récompensé par de nombreux diplômes honorifiques et divers prix et est apparu dans de nombreux articles dans la presse quotidienne et à la télévision. En 2016, il reçoit le prix Kavli en nanosciences avec Gerd Binnig et Calvin Quate pour le microscope à force de balayage. Il est membre de l'Académie norvégienne des sciences et des lettres . Il est membre de la Société américaine de physique et membre de l'Institute of Physics UK. Son portefeuille de propriétés intellectuelles contient 37 brevets et publications de brevets.
Ces centres d'intérêts sont :
- les capteurs biochimiques basés sur la technologie AFM
- l'identification de surface chimique à l'échelle nanométrique avec AFM
- la nanomécanique et la nanorobotique, les dispositifs moléculaires aux limites ultimes de la mesure et de la fabrication
- la Recherche en microscopie à force atomique sur les isolants
- l'auto-organisation et l'auto-assemblage à l'échelle nanométrique